# Heicheltoni
Heicheltoni ist ein Gemeindeteil der Gemeinde Genderkingen im Landkreis Donau-Ries (Regierungsbezirk Schwaben, Bayern).

## Geographie
Die Einöde Heicheltoni liegt einen Kilometer nördlich des Gemeindezentrums, mit dem es durch Gemeindeverbindungsstraßen verbunden ist.

## Geschichte
Als „Feldbacher Sölde“ ist der Hof seit 1506 erwähnt, war vorübergehend ohne Ansitz und ist 1694 „auf dem Feldbach“ genannt. Ursprünglich führte hier der Feldbach vorbei, der im 19. Jahrhundert in gerader Richtung durchgestochen wurde und jetzt Mühlbach bezeichnet wird. Bei der ersten systematischen Landesvermessung ab 1810 ist ein Ortsname für die Sölde nicht vermerkt, wohl aber „Bauernhans“ für das nächstgelegene Anwesen. 1843 erwarb Anton Deininger vom Haus Nummer 68 in Genderkingen das Anwesen und brachte von dort den Hausnamen „Heigl“ mit. In Verbindung mit seinem Vornamen entstand die neue Bezeichnung, die schon 1876 als amtlicher Ortsteilname nachgewiesen ist und im Volksmund bis heute verwendet wird. 
Heicheltoni gehört sowohl kommunal wie kirchlich zu Genderkingen.